# Sandra Gini
Sandra Gini (ur. 8 lutego 1982 w Bivio) – szwajcarska narciarka alpejska, brązowa medalistka mistrzostw świata seniorek i juniorek.

## Kariera
Po raz pierwszy na arenie międzynarodowej pojawiła się 10 grudnia 1998 roku w Davos, gdzie w zawodach FIS Race zajęła 22. miejsce gigancie. W 2001 roku wystartowała na mistrzostwach świata juniorów w Verbier, gdzie jej najlepszym wynikiem było 25. miejsce w supergigancie. Podczas rozgrywanych rok później mistrzostw świata juniorów w Tarvisio wywalczyła brązowy medal w slalomie, a w gigancie była ósma.
W zawodach Pucharu Świata zadebiutowała 5 stycznia 2002 roku w Mariborze, gdzie nie zakwalifikowała się do pierwszego przejazdu slalomu. Pierwsze pucharowe punkty wywalczyła 7 stycznia w Kranjskiej Gorze, zajmując 16. miejsce w slalomie. Nigdy nie stanęła na podium zawodów PŚ, najwyższą lokatę zajęła 13 lutego 2008 roku w Mariborze, gdzie była szósta w slalomie. Najlepsze wyniki osiągnęła w sezonie 2007/2008, kiedy to w klasyfikacji generalnej zajęła 49. miejsce, a w klasyfikacji slalomu była trzynasta.
Na mistrzostwach świata w Åre w 2007 roku zdobyła brązowy medal w zawodach drużynowych. Był to jej jedyny medal na międzynarodowych zawodach tej rangi. Na tych samych mistrzostwach była też piętnasta w slalomie. Podczas rozgrywanych dwa lata później mistrzostw świata w Val d’Isère slalom ukończyła na szesnastej pozycji. Nigdy nie wystąpiła na igrzyskach olimpijskich.
W 2011 roku zakończyła karierę.

## Osiągnięcia

### Mistrzostwa świata
| Miejsce | Dzień     | Rok  | Miejscowość | Konkurencja | Czas biegu  | Strata  | Zwyciężczyni    |
| ------- | --------- | ---- | ----------- | ----------- | ----------- | ------- | --------------- |
| 15.     | 16 lutego | 2007 | Åre         | Slalom      | 1:43,91 min | +2,47 s | Šárka Záhrobská |
| 3.      | 18 lutego | 2007 | Åre         | Drużynowo   | 18 pkt      | +21 pkt | Austria         |
| 16.     | 14 lutego | 2009 | Val d’Isère | Slalom      | 1:51,80 min | +3,00 s | Maria Riesch    |

### Mistrzostwa świata juniorów
| Miejsce | Dzień     | Rok  | Miejscowość | Konkurencja | Czas biegu  | Strata  | Zwyciężczyni         |
| ------- | --------- | ---- | ----------- | ----------- | ----------- | ------- | -------------------- |
| DNS     | 6 lutego  | 2001 | Verbier     | Zjazd       | 1:33,56 min | -       | Astrid Vierthaler    |
| 25.     | 10 lutego | 2001 | Verbier     | Supergigant | 1:33,54 min | +3,20 s | Kathrin Wilhelm      |
| DNS1    | 10 lutego | 2001 | Verbier     | Gigant      | 2:16,31 min | -       | Fränzi Aufdenblatten |
| DNF2    | 10 lutego | 2001 | Verbier     | Slalom      | 1:16,53 min | -       | Christine Sponring   |
| 3.      | 1 marca   | 2002 | Tarvisio    | Slalom      | 1:36,54 min | +0,35 s | Veronika Zuzulová    |
| 8.      | 3 marca   | 2002 | Tarvisio    | Gigant      | 1:52,15 min | +1,08 s | Julia Mancuso        |

### Puchar Świata

#### Miejsca w klasyfikacji generalnej
- sezon 2006/2007: 94.
- sezon 2007/2008: 49.
- sezon 2008/2009: 56.

#### Miejsca na podium w zawodach
Zawodniczka nigdy nie stanęła na podium zawodów PŚ.